# ناحیه داور، شهرستان بورا، ایلینوی
ناحیه داور، شهرستان بورا، ایلینوی (به انگلیسی: Dover Township) یک منطقهٔ مسکونی در ایالات متحده آمریکا است که در شهرستان بورا، ایلینوی واقع شده‌است. ناحیه داور ۵۵۰ نفر جمعیت دارد و ۲۱۵ متر بالاتر از سطح دریا واقع شده‌است.